# Bohuslav Mimra
Bohuslav Mimra (* 8. července 1947 Moravská Třebová) je český hudebník, pedagog a politik.

## Život
Hru na housle studoval na kroměřížské konzervatoři a v roce 1971 ji vystudoval na Janáčkově akademii múzických umění v Brně.
V roce 1970 se stal členem Východočeského státního komorního orchestru v Pardubicích a později i primáriem Východočeského smyčcového kvarteta. Od roku 1984 působil v Pražském komorním orchestru bez dirigenta, dále v Symfonickém orchestru Českého rozhlasu a nakonec v Sukově komorním orchestru.
Od roku 1983 řídí Komorní orchestr Jaroslava Kociana. Taktovku převzal od Antonína Šimečka, zakladatele a prvního dirigenta KOJK.
V roce 1999 obdržel cenu města Česká Třebová "Kohout" za provedení Händelovy Vodní hudby v Javorce (událost roku), je laureátem Grand Prix MHF Letohrad 2011.
Od roku 1991 do července 2014 působil jako ředitel ZUŠ v České Třebové, kde i nadále vyučuje (hru na housle, violu, smyčcový orchestr a houslový seminář) a kde vyučuje i jeho manželka BcA. Miluše Mimrová, klavíristka a cembalistka Komorního orchestru Jaroslava Kociana. Jejich dcera Jana Mimrová je absolventkou Konzervatoře v Pardubicích obor dirigování, nyní studuje na AMU Praha (dirigování) a hru na varhany na Konzervatoři v Pardubicích. Působí jako asistentka hudebního ředitele Karla-Heinze Steffense ve Státní opeře Praha.  Spolupracuje také s Komorním orchestrem Jaroslava Kociana.
Je členem zastupitelstva města Česká Třebová za koalici KDU-ČSL, SZ, SNK ED. Od r. 2017 je předsedou KDU-ČSL v České Třebové.